# Aleksandr Kharitonov
Aleksandr Nikolayevich Kharitonov (tiếng Nga: Александр Николаевич Харитонов; sinh ngày 4 tháng 4 năm 1983) là một cầu thủ bóng đá người Nga thi đấu cho FC Yenisey Krasnoyarsk.